# Kohleria villosa
Kohleria villosa är en tvåhjärtbladig växtart som först beskrevs av Karl Fritsch, och fick sitt nu gällande namn av Wiehler. Kohleria villosa ingår i släktet Kohleria och familjen Gesneriaceae.

## Underarter
Arten delas in i följande underarter:
- K. v. anisophylla
- K. v. villosa